# Валентіно Россі
Валенті́но Ро́ссі (італ. Valentino Rossi; 16 лютого 1979, Урбіно) — видатний італійський мотогонщик. Дев'ятиразовий чемпіон світу з шосейно-кільцевих мотоперегонів MotoGP: семиразовий у класі MotoGP/500cc та по одному разу в класах 125cc та 250cc. Маючи в активі 112 перемог на етапах серії Гран-Прі, є другим найуспішнішим гонщиком серії MotoGP, поступаючись лише своєму співвітчизнику Джакомо Агостіні. Виступив у понад 300 етапах серії і перший, який понад 200 разів фінішував в призовій трійці. Гонщик з найдовшою переможною кар'єрою — період між першою (Гран-Прі Великої Британії—2000) та останньою (Гран-Прі Великої Британії—2015) перемогами в «королівському» класі становить майже 15 років.
У сезонах 2016-2020 виступав у класі MotoGP за команду «Movistar Yamaha MotoGP», у своєму останньому сезоні 2021 за команду Petronas Yamaha Sepang Racing Team.
5 серпня 2021 після 25 років виступів у світових чемпіонатах Россі офіційно заявив про завершення своєї спортивної кар'єри в MotoGP.

## Біографія

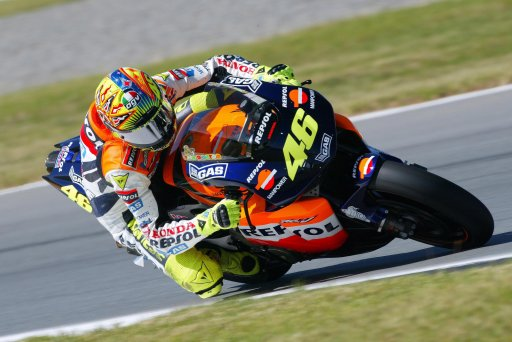
Россі на мотоциклі Honda RC211V в сезоні 2003

### Ранні роки
Валентіно народився в Урбіно; коли він був ще дитиною, його сім'я переїхала до Тавуль'ї. Його батько Ґраціано Россі був професійним мотогонщиком, тому Вале почав їздити в дуже молодому віці. Першим спортивним снарядом був картинг. Це відбулося тому, що його мати, Стефанія, турбувалася про безпеку свого сина; через це Ґраціано купив карт як заміну для мотоцикла. Тим не менш, притаманною рисою характеру представників сімейства Россі є пристрасть до швидкості; батько замінив 60 см³ двигун на 100 см³ у карті 5-річного сина.
Россі виграв регіональні змагання з картингу у 1990 році. Після цього він пересів на мінібайк, на якому до кінця 1991 року виграв безліч регіональних гонок.
Россі продовжував виступати на карті і на чемпіонаті Італії зайняв п'яте місце. Обидва, Валентіно та Ґраціано, розглядали можливість продовження кар'єри в італійській серії 100 см³, а також відповідній європейській серії, яка, швидше за все, підштовхнули би його в напрямку Формули-1. Тим не менш, висока вартість гоночних картів призвела до прийняття рішення про виступи виключно на мінібайка. 
Хоча свій перший сезон в італійському чемпіонаті Россі провів з різними результатами, він все ж зміг завоювати поул у фінальній гонці сезону в Мізано, де він, в результаті фінішував на подіумі. В наступному сезоні Россі завдяки підтримці заводської команди «Mito» зміг виграти італійський чемпіонат.

#### 2014

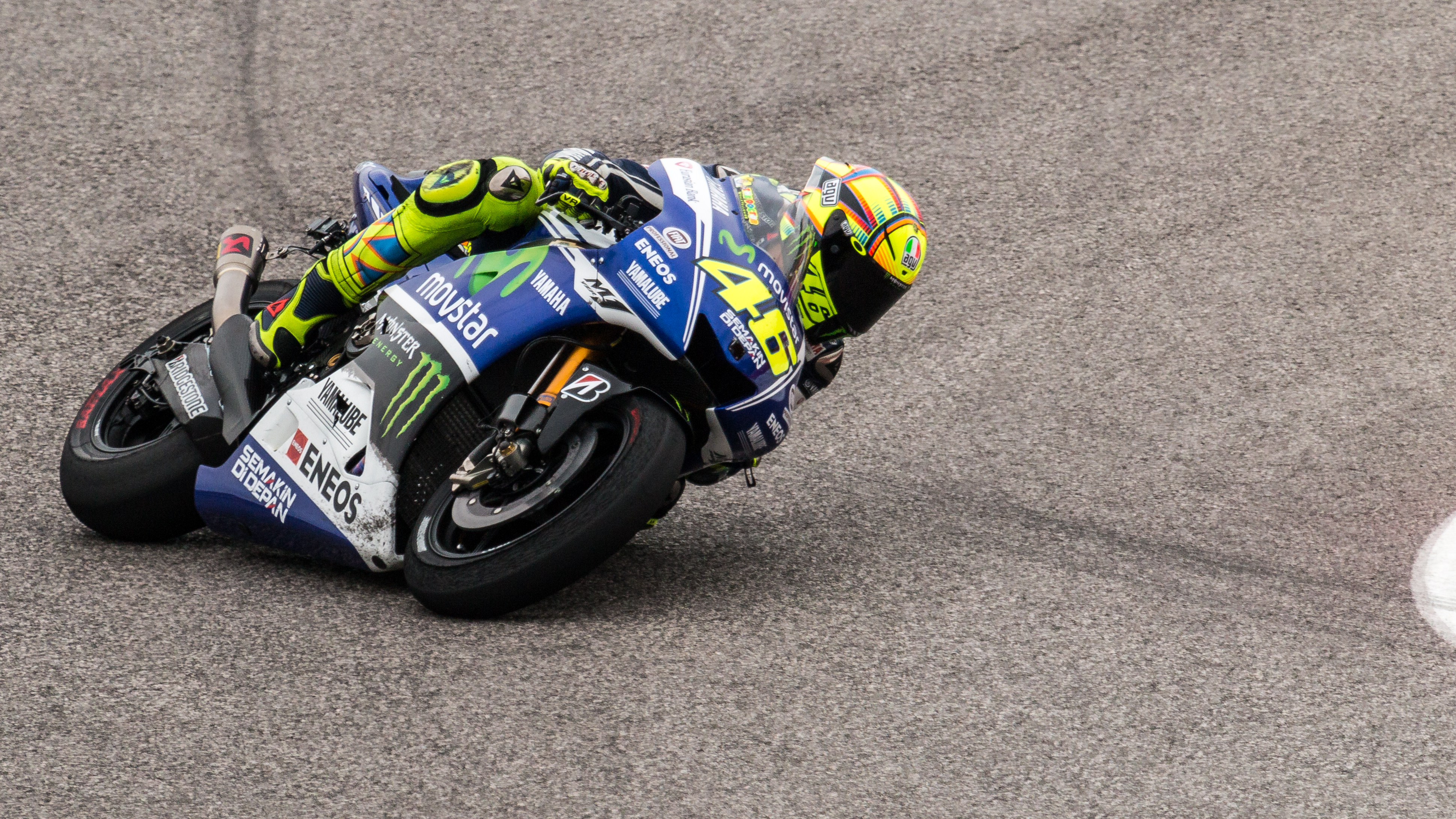
Валентіно під час гонки на Гран-Прі Америк-2014

Після останніх не зовсім успішних сезонів, Россі на сезон 2014 року вирішив змінити керівника своєї технічної команди Джеремі Бьоржеса, з яким вони працювали пліч-о-пліч протягом останніх 14 сезонів.
Це спрацювало уже в першій гонці сезону у Катарі, де Валентіно вів запеклу боротьбу за перемогу із Маркесом, проте змушений був задовольнитись другим місцем. На наступних двох гонках його результати погіршились (8-те та 4-те місце), після чого він видав успішну серію із 4-ьох гонок поспіль, які закінчував на подіумі (3 других місця та 1 третє). Це дозволило займати Доктору друге місце в загальному заліку після Маркеса. Сам іспанець на старті сезону видав неймовірну серію, вигравши перші 10 гонок поспіль, тому основна боротьба у чемпіонаті розгорнулась за 2-ге місце, де Валентіно вів успішну боротьбу з Даніелем Педросою та Хорхе Лоренсо. У Каталонії та Нідерландах, у сьомій та восьмій гонках сезону, Россі не зміг фінішувати на фініші, зайнявши 5-те та 4-те місця відповідно. Це опустило його в загальному заліку на 3-тє місце. Після цього Россі видав чергову серію із трьох третіх місць поспіль, після чого на рідному для себе Гран-Прі Сан Марино здобув перемогу, першу у сезоні. Це зменшило його відставання у загальному заліку від другого місця лише
до 1 очка.
На наступному етапі, у Арагоні, Валентіно під час гонки потрапив у аварію, зазнавши травми голови. Його відразу було доставлено у лікарню в найближчій клініці у Альканьїсі, де детальне обстеження не виявило серйозних ушкоджень. На щастя, його головний конкурент у боротьбі за 2-ге місце в загальному заліку, Дані Педроса зайняв у гонці лише 14-те місце, збільшивши свій відрив до 3 очок. Проте вже на наступній гонці, у Японії, Россі фінішував третім, піднявшись на 2-ге місце в загальному заліку. 
У останніх трьох гонках сезону Россі здобув одну перемогу (у Австралії), та 2 других місця. Завдяки цим результатам він став другим у загальному заліку та найкращим у своїй команді.

#### 2015
На сезон 2015 Доктор був настроєний дати бій Маркесу та втрутитись у боротьбу за чемпіонство. І перша ж гонка у Катарі підтвердила це: хоча Валентіно стартував 9-им, проте за 2 кола до фінішу вийшов в лідери і залишок дистанції провів у неймовірній боротьбі за перемогу з Андреа Довіціозо, вийшовши у ній переможцем. Після гонки Россі назвав її найкращою битвою у своїй кар'єрі. За результатами Гран-Прі Валентіно очолив загальний залік чемпіонату, вперше з Гран-Прі Катару 2010. В наступній гонці в Техасі, на традиційно складному для Yamaha треці, Доктор зумів фінішувати третім, поступившись Маркесу та Довіціозо.
Наступний етап відбувався в Аргентині, де Валентіно перемагав ще 17 років тому, у 1998. Трек Термас де Ріо Ондо був більш сприятливим і для Россі, і для його мотоцикла. І хоча у кваліфікації він був лише 8-им, проте зумів налаштуватись на гонку. Позитивним для Россі також став вдалий вибір задньої покришки — extra hard (надзвичайно тверда гума), тоді як Маркес, що стартував з поулу, вибрав hard (тверда гума). На початку гонки Валентіно загубився в пелетоні, тоді як Марк поїхав у відрив. До середини дистанції, коли Доктор зумів вийти у боротьбі на друге місце, його відрив від Маркеса становив понад 4 секунди, проте з кожним колом італієць став скорочувати відрив. Він зумів наздогнати Маркеса за три кола до фінішу, а на передостанньому колі — і обігнати його. Натомість іспанець у боротьбі зіткнувся з мотоциклом Россі та впав, вибувши з гонки. Валентіно втримався на мотоциклі та фінішував першим. Перемога дозволила закріпитись в загальному заліку на першому місці. На церемонію нагородження Валентіно одягнув футболку збірної Аргентини з прізвищем свого давнього друга та кумира Дієго Марадони, на радість місцевим вболівальникам.
На четвертому етапі, у Хересі, Россі закінчив гонку 3-ім, а у Франції — 2-им. Таким чином він став єдиним гонщиком чемпіонату, який у перших 5-и гонках фінішував на подіумі. Успішна серія призових фінішів Доктора продовжилась і на двох наступних етапах: в Італії він закінчив гонку третім, а у Каталонії — другим. Загалом у останніх 16 гонках Валентіно фінішував на подіумі 15 разів. Його ж головний суперник у сезоні і водночас партнер по команді Хорхе Лоренсо у останніх чотирьох гонках здобув чотири перемоги і наблизився до Валентіно у загальному заліку на відстань 1 очка.
У Нідерландах Валентіно перервав переможну серію Лоренсо, здобувши перемогу, після чого тричі поспіль фінішував третім. Цим скористався Лоренсо, який здобувши перемогу у Чехії, порівнявся з Россі за кількістю очок і очолив загальний залік. В наступній гонці, в дощовому Гран-Прі Великої Британії, Валентіно знову був найкращим, повернувши лідерство у чемпіонаті. В Сан Марино, другій дощовій гонці сезону,  Доктор вперше не зміг фінішувати на подіумі, закінчивши заїзд 5-им, але Лоренсо не зміг цим скористатись, взагалі не фінішувавши. На той момент, за 5 етапів до закінчення чемпіонату, відрив Россі від суперника становив 23 очка.
В наступних трьох гонках Валентіно двічі фінішував на подіумі, у Австралії приїхавши 4-им. Розв'язка чемпіонату настала у Малайзії, за 1 гонку до закінчення сезону. Хоча Валентіно фінішував третім та зберіг комфортну відстань у 7 очок в загальному заліку перед останнім Гран-Прі, проте під час гонки відбулось зіткнення його з Маркесом, внаслідок якого останній впав та вибув з боротьби, та за яке Доктор був покараний стартом в наступній гонці з останнього місця. Це фактично позбавило його шансів на здобуття титулу. Зіткнення та рішення гоночної дирекції чемпіонату про штраф Россі викликало велике обурення серед вболівальників, які стали на бік Россі та проти Маркеса і Лоренсо. Не залишились осторонь також і зірки мото- та автоспорту, погляди яких на цю ситуацію розділились. Зокрема Ніл Ходжсон та Хорхе Лоренсо виступали за більш жорстке покарання Россі, Феліпе Масса зайняв сторону Маркеса, тоді як Штефан Брадль, Ренді Мамола та Себастьян Феттель зайняли позицію Валентіно у даному конфлікті. До суперечки долучились офіційні представники «Repsol Honda» та «Yamaha Factory Racing». Іспанська компанія «Repsol», яка є одним із найбільших спонсорів чемпіонату, зайняла сторону Маркеса та пригрозила виходом з чемпіонату. Конфлікт між гонщиками мав також комерційні наслідки: компанія «VR46 Store», що належить Валентіно Россі та має річний оборот 12,5 млн. € припинила з наступного року продаж продукції під брендом MM93 (що належить Маркесу). 
Проте, як би там не було, Валентіно у Валенсії довелось стартувати з останнього місця. І, хоча він і зміг фінішувати четвертим, проте Лоренсо, за відсутності будь-якого опору зі сторони свої співвітчизників Маркеса та Педроси, зумів здобути перемогу у гонці та виграти чемпіонат світу. Незважаючи на друге місце у загальному заліку, Россі продемонстрував всьому світові, що можна боротись за найвищі результати і у його 36-річному віці.

## VR46 Riders Academy
У 2013 році Валентіно на базі свого ранчо відкрив гоночну школу під назвою «VR46 Riders Academy», на якій зайнявся навчанням молодих гонщиків. Пізніше до цієї програми приєднався інший великий мотогонщик, чотириразовий чемпіон світу Хорхе Мартінес «Аспар» разом зі своєю командою «Aspar Racing». Планувалось, що найкращі молоді гонщики з академії Россі братимуть участь у Чемпіонаті Іспанії з командою «Aspar Racing».

## VR46 Racing Team
У вересні 2013 році італійське видання La Gazzetta dello Sport повідомило, що Валентіно Россі заснував власну команду під назвою «VR46 Racing Team», яка з сезону 2014 стала виступати у початковому класі «Великих призів» — Moto3. Спонсорську підтримку новоствореній команді надав британський телекомунікаційний гігант «Sky». «VR46 Racing Team» використовувала мотоцикли виробництва KTM — незаперечного лідера малого класу Гран-Прі, а її гонщиками стали італійці Романо Фенаті та Франческо Багная.

## Статистика виступів

### У розрізі сезонів
| Сезон | Клас   | Команда                      | Мотоцикл                 | Гонки | Пер | Под | ПП | НК | Очки | Місце |
| ----- | ------ | ---------------------------- | ------------------------ | ----- | --- | --- | -- | -- | ---- | ----- |
| 1996  | 125cc  | Scuderia AGV Aprilia         | Aprilia RS125R           | 15    | 1   | 2   | 1  | 2  | 111  | 9     |
| 1997  | 125cc  | Nastro Azzurro Aprilia       | Aprilia RS125R           | 15    | 11  | 13  | 4  | 7  | 321  | 1     |
| 1998  | 250cc  | Nastro Azzurro Aprilia       | Aprilia RSV250           | 14    | 5   | 9   | 0  | 3  | 201  | 2     |
| 1999  | 250cc  | Nastro Azzurro Aprilia       | Aprilia RSV250           | 16    | 9   | 12  | 5  | 8  | 309  | 1     |
| 2000  | 500cc  | Nastro Azzurro Honda         | Honda NSR500             | 16    | 2   | 10  | 0  | 5  | 209  | 2     |
| 2001  | 500cc  | Nastro Azzurro Honda         | Honda NSR500             | 16    | 11  | 13  | 4  | 10 | 325  | 1     |
| 2002  | MotoGP | Repsol Honda                 | Honda RC211V             | 16    | 11  | 15  | 7  | 9  | 355  | 1     |
| 2003  | MotoGP | Repsol Honda                 | Honda RC211V             | 16    | 9   | 16  | 9  | 12 | 357  | 1     |
| 2004  | MotoGP | Gauloises Fortuna Yamaha     | Yamaha YZR-M1            | 16    | 9   | 11  | 5  | 3  | 304  | 1     |
| 2005  | MotoGP | Gauloises Yamaha             | Yamaha YZR-M1            | 17    | 11  | 16  | 5  | 6  | 367  | 1     |
| 2006  | MotoGP | Camel Yamaha                 | Yamaha YZR-M1            | 17    | 5   | 10  | 5  | 4  | 247  | 2     |
| 2007  | MotoGP | Fiat Yamaha                  | Yamaha YZR-M1            | 18    | 4   | 8   | 4  | 3  | 241  | 3     |
| 2008  | MotoGP | Fiat Yamaha                  | Yamaha YZR-M1            | 18    | 9   | 16  | 2  | 5  | 373  | 1     |
| 2009  | MotoGP | Fiat Yamaha                  | Yamaha YZR-M1            | 17    | 6   | 13  | 7  | 6  | 306  | 1     |
| 2010  | MotoGP | Fiat Yamaha                  | Yamaha YZR-M1            | 14    | 2   | 10  | 1  | 2  | 233  | 3     |
| 2011  | MotoGP | Ducati Team                  | Ducati Desmosedici GP 11 | 17    | 0   | 1   | 0  | 1  | 139  | 7     |
| 2012  | MotoGP | Ducati Team                  | Ducati Desmosedici GP 12 | 18    | 0   | 2   | 0  | 1  | 163  | 6     |
| 2013  | MotoGP | Yamaha Factory Racing        | Yamaha YZR-M1            | 18    | 1   | 6   | 0  | 1  | 237  | 4     |
| 2014  | MotoGP | Movistar Yamaha MotoGP       | Yamaha YZR-M1            | 18    | 2   | 13  | 1  | 1  | 295  | 2     |
| 2015  | MotoGP | Movistar Yamaha MotoGP       | Yamaha YZR-M1            | 18    | 4   | 15  | 1  | 4  | 325  | 2     |
| 2016  | MotoGP | Movistar Yamaha MotoGP       | Yamaha YZR-M1            | 18    | 2   | 10  | 3  | 2  | 249  | 2     |
| 2017  | MotoGP | Movistar Yamaha MotoGP       | Yamaha YZR-M1            | 17    | 1   | 6   | 0  | 0  | 208  | 5     |
| 2018  | MotoGP | Movistar Yamaha MotoGP       | Yamaha YZR-M1            | 18    | 0   | 5   | 1  | 0  | 198  | 3     |
| 2019  | MotoGP | Monster Energy Yamaha MotoGP | Yamaha YZR-M1            | 19    | 0   | 2   | 0  | 1  | 174  | 7     |
| 2020  | MotoGP | Monster Energy Yamaha MotoGP | Yamaha YZR-M1            | 12    | 0   | 1   | 0  | 0  | 66   | 15    |
| 2021  | MotoGP | Petronas Yamaha SRT          | Yamaha YZR-M1            | 18    | 0   | 0   | 0  | 0  | 44   | 18    |

Примітка: * — сезон триває.

## Особисте життя
Окрім мотоперегонів, улюбленим моторним видом спорту в Россі є авторалі, де він теж міг би досягти видатних результатів, про що свідчать результати пробних заїздів. Деякий час кандидатура Валентіно на роль пілота у гонках Формула-1 серйозно розглядалася керівництвом команди Ferrari. Наразі було напів офіційно заявлено, що Валентіно, який не палить (до того ж Россі кілька разів на сезон може змінити зачіску, пофарбувати її в два кольори, або взагалі поголити голову, він є демонстративно ексцентричною особою), не підходить до рекламного образу «Marlboro Man» табачно-сигаретного концерну Marlboro — основного спонсору команди Ferrari на той час.
Тоді ж Валентіно подружився з Міхаелєм Шумахером, обидва провели разом кілька тренувань — як за кермом машин F-1, так і на мотоциклах. Після чого не Валентіно пересів за кермо боліду Формули-1, а навпаки — Шумахер пересів на мотоцикл, доки в одній із аматорських гонок не потрапив в аварію, був серйозно травмований і був змушений залишити мрії про мотогонки.
З колег по MotoGP товаришує з Лорісом Капіроссі.
У 2005 році Валентіно Россі зустрічався з італійською телезіркою та кіноактрисою Мартіною Стелла. Після дуже коротких відносин з нею, у тому ж році почав зустрічатись із Маддаленою Корвалья — італійською танцівницею, яка брала участь у конкурсі Міс Італії у віці сімнадцяти років.
Але, як і з попередньою дівчиною, вони зустрічались недовго, тому що вже наступного року Валентіно замінив її на Аріанну Маттеуцці. Наступною подругою Россі стала італійська актриса Елізабетта Каналіс (яка згодом зустрічалася із Джорджем Клуні).
Продовжуючи попередню традицію своїх коротких відносин, Валентіно замінив цей Елізабетту новою подругою. Нею стала Мандала Тайде — німецька актриса та модель, яка працює в Італії та Німеччині. Вона була на чотири роки старша за нього. Цей зв'язок тривав досить довго — з 2008 до 2010 року.
Наступною подругою Россі стала Марва Клебі — дівчина туніського походження. У той час, коли вони почали зустрічатися, їй було 25 років і вона щойно закінчила стоматологічний коледж. За чутками, Валентіно зустрів її, коли вона працювала офіціанткою в барі в Пезаро, намагаючись оплатити навчання в школі. Вони зустрічалися майже 3 роки.
Наступною супутницею життя Валентіно стала 23-річна модель Лінда Морселлі, його особиста grid girl та фіналістка конкурсу Міс Італії 2006-го року, з якою вони почали зустрічатись у 2011 році. Вона щороку була присутня на 4-5 гонках Доктора, проте і з нею стосунки тривали недовго — приблизно до початку 2016 року.
У Россі є зведений брат по материнській лінії, Лука Маріні, який посів друге місце в сезоні Moto2 2020, який виступав за команду Sky Racing Team на VR46 . У 2021 році Маріні перейшов у клас MotoGP, приєднавшись до команди Esponsorama Racing, використовуючи ліврею Sky VR46 на своєму мотоциклі , а потім перейшов до команди VR46 Racing Team Россі на сезон 2022 
.
4 березня 2022 року у нього народилася донька Джульєтта Россі від його партнерки Франчески Софії Новелло .

### Статки
Свого часу Валентіно був звинувачений фіскальними органами Італії в ухилянні від несплати податків — хоча офіційно він разом зі своїм менеджером Гвідо Бадіолі проживав нібито у 45-метровій квартирі в Лондоні, фізично більшість часу він проводив у себе на віллі в Тавуллії. Хоча загальна сума несплачених податків становила близько 65 млн. €, Валентіно вдалося досягнути компромісу з владою та обійтись сплатою лише 20 млн.
У 2013 році у рейтингу найзаможніших спортсменів світу, складеному журналом «Forbes», Россі з доходом у 22 млн. $ зайняв 51-е місце, ставши найкращим з мотогонщиків.
В наступному році Валентіно, незважаючи на не дуже високі результати, знову став найбільш оплачуваним гонщиком MotoGP: 22 млн. $, з яких 10 — дохід від реклами. Для порівняння: його партнер по команді та другий у списку найбагатших гонщиків Хорхе Лоренсо за рік заробив лише 9,2 млн. $.

## Гоночний номер
- Постійний стартовий номер його мотоциклу у всіх класах — 46 він унаслідував від свого батька Ґраціано Россі, який теж був мотогонщиком і свого часу виграв три тітули Гран-Прі.
- Колір номеру — жовтий, як і колір фан-клубу Россі.

## Прізвиська
- «Валє» (Vale), «Валентинік» (Valentinik), «Россіфумі» (Rossifumi)
- «The Doctor» (італ. «Il Dotore» — «Доктор»). В Італії титулом "доктор" зазвичай кличуть великих майстрів своєї справи.

## Рекорди
- Перед початком сезону 2013 року на рахунку Валентіно Россі було 105 перемог на етапах Гран-Прі (79 в класі MotoGP і GP500, 14 в GP250 і 12 в GP125). Більше за нього лише у Джакомо Агостіні — 122. Россі займає позицію лідера за кількістю подіумних фінішів — їх у нього 177 (105 перемог, 45 других та 27 третіх місць). Також Валентіно належить і абсолютний рекорд Великих Призів за кількістю набраних за кар'єру очок.[34]
- У списку 40-ка найкращих мотогонщиків усіх часів за версією Міжнародної мотоциклетної федерації Валентіно Россі займає 6-те місце.[35]
- Єдиний гонщик, якому вдалося здобути перемогу на домашньому етапі 7 років поспіль (Гран-Прі Італії у період 2002-2008 років).[36]
- Гонщик із найдовшим періодом між першою та останньою перемогами у MotoGP — від Гран-Прі Чехії-1996 до Гран-Прі Сан Марино-2014 пройшло 18 років та 27 днів. Попередній рекорд належав Лорісу Капіроссі (17 років та 49 днів). Також Валентіно належить аналогічний рекорд для „королівського“ класу — від першої перемоги на Гран-Прі Великої Британії-2000 пройшло 14 років та 67 днів. Ця перемога зробила його 10-им у списку найстарших переможців Гран-Прі — 35 років та 210 днів. [37]
- Валентіно також належить рекорд із найдовшої серії подіумних фінішів поспіль в «королівському» класі, яка налічує 23 гонки (у сезонах 2002-2004). Це на 1 більше, ніж у Джакомо Агостіні (1967-1969) та на 4 ніж в Кейсі Стоунера (2011-2012)[38].
- Загалом Доктор здобував перемоги на 29 різних треках (причому на 23 з них — у гонках „королівського“ класу). Серед чинних трас календаря сезону 2016 лише дві не були підкорені Валентіно — Остін та Арагон[39].
- Россі є рекордсменом серед гонщиків MotoGP за кількістю підписчиків у соціальних мережах: станом на початок 2016 року у нього понад 12 млн. шанувальників у Facebook та 4,1 млн. у Twitter. Наступним найпопулярнішим гонщиком є колега Доктора по команді Хорхе Лоренсо з 4,1 млн. та 1,3 млн. відповідно[40].

## Цікаві факти
- Талісманом Валентіно є плюшева черепашка, яку він називає Мікеланджело. Її він отримав у подарунок від матері у 1989 році, і відтоді став прикріпляти її до свого шолома під час виступів у мінімото. Згодом, коли Россі став займатись мотоспортом професійно, і їздити з іграшкою стало неможливо, вона стала з'являтись на кожному його шоломі у вигляді наліпки[41].
- 27 жовтня 2005 року брав участь у скандально відомому телешоу італійського співака Адріано Челентано «Рок-політика».
- Валентіно був суддею в італійській телепередачі Майстер Шеф, яка з'явилась в ефірі 21 січня 2016 року на телеканалі Sky One HD в Італії. У ній він надав у розпорядження учасників своє ранчо в Тавуллії, а вони, у свою чергу, мали приготувати вечерю на 40 осіб. Запрошеними гостями стали інші відомі мотогонщики[42].
- Перемога Россі на Гран-Прі Нідерландів-2013 відбулась у його 46-ій гонці з моменту попередньої перемоги на Гран-Прі Малайзії у 2010 році. Нею він заробив загалом 4646 очок за кар'єру[43].
- Свій призовий кубок за перемогу на Гран-Прі Іспанії-2016 Валентіно пожертвував на благодійність: він віддав хлопчику Лоренцо, пацієнту дитячої онкологічної лікарні у місті Парма (Італія)[44].